# Unión Postal Universal
La Unión Postal Universal (en francés: Union postale universelle; UPU) es un organismo especializado de las Naciones Unidas. Tiene como objetivo 
afianzar la organización y mejorar los servicios postales, participar en la asistencia técnica postal que 
soliciten los países miembros y fomentar la colaboración internacional en materia postal. La UPU fija tarifas, 
límites máximos y mínimos de peso y tamaño, así como las condiciones de aceptación de la correspondencia, 
establece reglamentos aplicables a esta, y a objetos cuyo transporte requiere preocupación especial, como 
sustancias infecciosas y radiactivas. 
Su lengua oficial es el francés y su sede se encuentra en 
la ciudad de Berna, Suiza. Actualmente cuenta con 191 países miembros.

## Historia

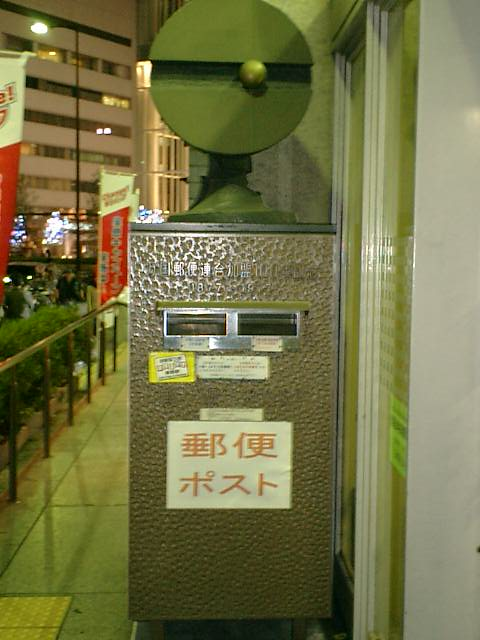
Estatua en Osaka, Japón. Conmemora los 100 años de la UPU.

Durante los siglos XVII y XVIII, el intercambio de correspondencia entre los diferentes países era regularizado por acuerdos entre cada par de naciones, pero en el siglo XIX esta red de acuerdos se hizo tan compleja que impedía que los envíos se entregasen con rapidez. A causa de esto, se empezaron a implementar varios proyectos, entre los cuales destacó el de Sir Rowland Hill, creador de la estampilla, quien introdujo un sistema para uniformizar el tamaño de las cartas. 
En 1863, a solicitud del General Montgomery Blair, de la administración postal de Estados Unidos, se convocó a una conferencia en París a quince delegados europeos y de América para acordar los principales tratados postales, pero solo llegaron a algunos acuerdos separados y no pudieron establecer un sistema postal universal. Para hacer esto se le dejó la tarea a Heinrich von Stephan quien convocó una nueva conferencia en Berna el 15 de septiembre de 1874, en la cual propuso hacer una organización de regularización del correo a escala mundial. Gracias a esto, el día 9 de octubre del mismo año, en virtud del Tratado de Berna, nacía la Unión Postal General y esa fecha es hoy en día el día mundial del servicio postal. El nombre fue cambiado a Unión Postal Universal en 1878. Posteriormente pasó a ser un organismo especializado de las Naciones Unidas, por un acuerdo que entró en vigor el 1 de julio de 1948.
La UPU mantiene relaciones cercanas con varios programas, como el Programa de las Naciones Unidas para el Control de Drogas (UNDCP), el Programa de las Naciones Unidas para el Desarrollo  (PNUD) y el Programa de las Naciones Unidas para el Cuidado del Medio Ambiente (UNEP).
La organización también coopera con diferentes organizaciones, como la Unión Internacional de Telecomunicaciones (ITU), la Organización Internacional de Aviación Civil (ICAO), la Organización Internacional del Trabajo (ILO), la Organización Mundial del Comercio (WTO) y el Banco Mundial.
Para facilitar el traslado de los mensajes, la UPU trabaja en conjunto con la Organización Internacional del Transporte Aéreo (IATA), la Organización Internacional para la Estandarización (ISO), la Organización Mundial de Aduanas (WCO) y la Organización Internacional de Policía Criminal (INTERPOL).

## Organización
El director y el subdirector de la UPU es elegido todos los años por el consejo administrativo, sin posibilidad de hacer dos mandatos sucesivos. Este consejo está constituido por dos personas de América, dos de África, dos de Asia, Oceanía e islas del Pacífico, dos de Europa y una del este de Europa.
Este consejo se reúne cuatro veces al año. Las funciones de este grupo, además de la elección del presidente, son:
- Manejar todo lo relacionado con el fondo de inversión.
- Decidir en qué invertir o qué financiar.
- Analizar y aprobar (o desaprobar) los proyectos.
- Evaluar el resultado de los proyectos.
- Dar la interpretación de las reglas de la UPU.
- Comunicar los trabajos realizados a los operadores postales.
- Supervisar la administración.

## Organismos

### Fondo de Calidad del Servicio (QSF)
El Fondo de Calidad del Servicio (también conocido por su sigla en inglés, QSF) se encarga de mejorar el servicio postal especialmente en los países en vías de desarrollo y financiar proyectos con este fin. 
En el congreso de la UPU en el año 2009, en Bucarest, la QSF dividió a los países miembros en diferentes grupos dependiendo del desarrollo de estos:
- IC, para los países industrializados.
- NCCs, para los países contribuyentes a la red postal.
- DCs, para los países en desarrollo.
- LDCs, para los países en desarrollo más carenciados (en su mayoría países africanos).

Además, se decidió aumentar la inversión en los países subdesarrollados y reducirla en los NCCs.

### Servicio Postal Universal (SPU)
El Servicio Postal Universal (SPU) es el conjunto de servicios postales básicos mínimos de calidad disponibles a todos los habitantes de un territorio nacional en todo momento, en cualquier lugar y a un valor accesible.
El SPU está contenido en la resolución C 103/1999 aprobada por el XXII Congreso de la unión postal universal (UPU) realizado en Pekín (China) en 1999. Esta resolución define el SPU como la garantía de presentación de un servicio postal universal, que permite a los clientes enviar y recibir mercaderías y mensajes desde y hacia cualquier parte del mundo. Para ello los países miembros de la UPU deben procurar el acceso a SPU que corresponda a una oferta de servicios postales básicos de calidad y a precios rentables y accesibles.

### Grupo de Seguridad Postal (PSG)
Para facilitar el desarrollo de una norma de seguridad y las mejores prácticas, la UPU ha establecido el Grupo de Seguridad Postal (PSG).
Durante los últimos 15 años, este grupo estratégico se ha guiado por el lema de Seguridad Postal. El grupo está compuesto por expertos en seguridad de los 77 países miembros de PSAG y se carga con el desarrollo de la seguridad mundial y regional de estrategias para ayudar a todo el mundo puestos en sus misiones de seguridad. A través de iniciativas de formación, misiones de consultoría y los programas de prevención, el PSG se esfuerza por proteger a los empleados y activos.

### Oficina Extraterritorial de Intercambio (ETOE)
La Oficina Extraterritorial de Intercambio es una oficina que trabaja con operarios fuera de su territorio nacional y está establecido para tratamientos comerciales y negocios en mercados de otro país.

### WSIS
El papel del sector postal en la sociedad de la información, y particularmente su contribución a reducir la divisoria digital, ha sido el tema de discusión en curso de la Unión Postal Universal desde la primera fase de la convención del WSIS en Ginebra en 2003. Conforme al plan de Ginebra de acción adoptado durante la primera fase del WSIS en 2003, los objetivos del UPU son:
- Facilitar, a través de la infraestructura postal, el acceso sin precedentes al conocimiento y las tecnologías de la comunicación e información (ICTs según su sigla en inglés).
- Continuar construyendo las dimensiones físicas, electrónicas y financieras de la red postal global.
- Transferir la maestría en comunicaciones físicas a Internet, especialmente en la materia del manejo de la identidad y el control del spam.
- Ayudar a construir la confianza y la seguridad en el uso de ICTs.

## Grupo de análisis del mercado
En respuesta a la globalización, la liberalización, la desregulación, la apertura de la competición y los avances tecnológicos, los operadores postales han intentado las nuevas oportunidades que van más allá de sus actividades centrales y de sus mercados geográficos tradicionales. Se han reestructurado los negocios, se han formado alianzas, se han hecho adquisiciones estratégicas, actividades comerciales y se han modernizado los productos, las instalaciones y las operaciones.

## Grupo de economía postal
El sector postal está experimentando reformas importantes, en los países industrializados (IC) y en los países en vías de desarrollo (DCS). Esto pide una comprensión de los desafíos económicos que se presentan de tales reformas, para hacer un servicio postal universal, proporcionando un servicio de calidad con precios rentables y accesibles a todos.
Aunque la reforma postal en países industrializados haya sido el tema de muchos estudios económicos profundizados, ha habido poca investigación económica en los países en vías de desarrollo. El nuevo programa postal de economía de la UPU, por lo tanto, ha realizado una investigación económica dirigida a la comprobación de las razones del desarrollo postal desigual en el sector y ha presentando los modelos viables para el crecimiento en el sector postal de estos países.

## Comercio electrónico
Totalmente con el fin de realizar grandes cambios en los últimos años se ha observado un crecimiento continuo en las figuras relacionadas con el comercio electrónico. Mientras que la gente hace más cómoda las compras y la penetración de la banda ancha continúa aumentando, el servicio postal debe progresar constantemente en el porvenir.
Al estar presente en cada país del mundo, el servicio postal está en una posición ideal para asistir a las pequeñas y medianas empresas y a los países menos desarrollados para desarrollar sus actividades del comercio electrónico.